# 阿达拉杰
阿达拉杰（Adalaj），是印度古吉拉特邦Gandhinagar县的一个城镇。总人口9774（2001年）。

## 人口
该地2001年总人口9774人，其中男性5004人，女性4770人；0—6岁人口1490人，其中男849人，女641人；识字率61.08%，其中男性为69.88%，女性为51.84%。